# تپه دارمصطفی چمه
تپه دارمصطفی چمه مربوط به دوران پیش از تاریخ ایران باستان - است و در شهرستان صحنه، بخش دینور، روستای چمه واقع شده و این اثر در تاریخ ۱۸ خرداد ۱۳۸۴ با شمارهٔ ثبت ۱۱۸۳۳ به‌عنوان یکی از آثار ملی ایران به ثبت رسیده است.